# Resolutie 691 Veiligheidsraad Verenigde Naties
Resolutie 691 van de Veiligheidsraad van de Verenigde Naties werd unaniem aangenomen op 6 mei 1991, en verlengde de ONUCA-waarnemingsoperatie in Centraal-Amerika met een half jaar.

## Achtergrond
Begin jaren 1980 waren de landen Nicaragua, Honduras en ook El Salvador in conflict met elkaar. In Nicaragua voerden allerlei groeperingen een gewapende strijd tegen de overheid. Die groeperingen werden heimelijk gesteund door de Verenigde Staten. Die laatsten gingen ook een overeenkomst aan met Honduras tegen communistische bewegingen in Nicaragua en El-Salvador.
Colombia, Mexico, Panama en Venezuela lanceerden toen de Contadora-groep, een initiatief om de conflicten in Centraal-Amerika te bezweren. Begin 1989 tekenden vijf Centraal-Amerikaanse presidenten, die van Costa Rica, El Salvador, Guatemala, Honduras en Nicaragua, een overeenkomst waarin ze democratisering, een staakt-het-vuren en vrije verkiezingen beloofden.
Ze vroegen ook een waarnemingsmacht aan de Verenigde Naties om toe te zien op de uitvoering van de overeenkomst. Die macht, ONUCA, controleerde of de steun aan rebellengroepen was opgedroogd en of de landen nog toelieten dat vanuit hun grondgebied andere landen werden aangevallen. ONUCA bleef actief tot januari 1992.

## Inhoud
De Veiligheidsraad herinnerde aan zijn eerdere resoluties 637, 644 en 675. De Veiligheidsraad keurde het rapport van secretaris-generaal Javier Pérez de Cuéllar goed.
De Veiligheidsraad besliste het mandaat van de ONUCA-waarnemersgroep in Centraal-Amerika te verlengen met een verdere periode van zes maanden, tot 7 november 1991. De secretaris-generaal werd gevraagd de Veiligheidsraad op de hoogte te blijven houden van de vorderingen en voor het einde van het nieuwe mandaat te rapporteren over alle aspecten van de operaties.

## Verwante resoluties
- Resolutie 656 Veiligheidsraad Verenigde Naties (1990)
- Resolutie 675 Veiligheidsraad Verenigde Naties (1990)
- Resolutie 693 Veiligheidsraad Verenigde Naties
- Resolutie 714 Veiligheidsraad Verenigde Naties

Lijst ·  684 ·  685 ·  686 ·  687 ·  688 ·  689 ·  690 ·  691 ·  692 ·  693 ·  694 ·  695 ·  696 ·  697 ·  698 ·  699 ·  700 ·  701 ·  702 ·  703 ·  704 ·  705 ·  706 ·  707 ·  708 ·  709 ·  710 ·  711 ·  712 ·  713 ·  714 ·  715 ·  716 ·  717 ·  718 ·  719 ·  720 ·  721 ·  722 ·  723 ·  724 ·  725